# Reuil
Reuil – miejscowość i gmina we Francji, w regionie Grand Est, w departamencie Marna.
Według danych na rok 1990 gminę zamieszkiwało 299 osób, a gęstość zaludnienia wynosiła 56 osób/km².